# لیودمیلا تیتووا
لیودمیلا تیتووا (روسی: Людмила Евгеньевна Титова؛ زادهٔ ۲۶ مارس ۱۹۴۶) اسکیت‌باز سرعت اهل اتحاد جماهیر شوروی سوسیالیستی بود.
وی همچنین برندهٔ جوایزی همچون نشان دوستی شده‌است.